# 石梅
石梅（1924年—1987年），原名王润华，曾用名贺路，女，直隶（今河北）饶阳人，中国新闻记录片编导，曾任中国电影家协会理事。

## 家庭
哥哥杜澎，弟弟蓝天野。